# Посадничество нового типа
Посадничество нового типа — период существования посаднической власти в Новгороде при Завиде, Петряте, Константине, Миронеге, Саве, Улебе, Гюряте, Микуле, Добрыне. Большинство исследователей согласны с версией В. Л. Янина, по которой эта группа посадников управляла городом в 1088—1117 годы при новгородском князе Мстиславе Владимировиче.

## Посадники нового типа
Между посадниками Остромиром и Добрыней в списках посадников находится группа имён, не имеющая временной привязки. Если выше указанные посадники упоминаются в летописях, то об этих восьми посадниках нет данных. Среди них Завид, Петрята, Константин, Миронег, Сава, Улеб, Гюрята, Микула. Только Гюрята многими исследователями отождествляется с Гюрятой Роговичем, информатором летописца, но в летописях он без упоминания о посадничестве. При этом трое — Завид, Гюрята и Микула, оставили потомство, о котором известно из летописных источников.
Существует две версии хронологического распределения этих посадников. В. Л. Янин предложил версию, по которой в начале правления князя Мстислава Владимировича в Новгороде появляется посадник нового типа. Так как князь в 1088 году был малолетним, то «власть должна была быть организована путем разделения функций представительства, осуществляемых самим Мстиславом, и функцией контроля, осуществляемой другим лицом — выборным новгородским посадником».
А. А. Молчанов также выдвинул свою версию, отодвинув возникновение «посадничества нового типа» к 1064 году. Согласно ему, посадниками нового типа были в привязке к таким новгородским князьям:
| Посадники нового типа |                                |                      |                                         |
| #                     | Имя посадника                  | Годы правления князя | Имя новгородского князя                 |
| 1                     | Завид                          | 1064—1067            | Мстислав Изяславич                      |
| 2                     | Петрята                        | 1069—1078            | Глеб Святославич                        |
| 3                     | Константин                     | 1078—1088            | Святополк Изяславич                     |
| 4                     | Миронег                        | 1088—1094            | Мстислав Владимирович (первое княжение) |
| 5                     | Сава                           | 1094—1096            | Давыд Святославич                       |
| 6                     | Улеб, Гюрята, Микула и Добрыня | 1096—1117            | Мстислав Владимирович (второе княжение) |

Версия В. Л. Янина оказалась принятой многими исследователями, в отличие от версии А. А. Молчанова.